# Sickte
Sickte – miejscowość i gmina w Niemczech, w kraju związkowym Dolna Saksonia, w powiecie Wolfenbüttel, siedziba gminy zbiorowej Sickte.